# Марково (Тихвинский район)
Марково — деревня в Цвылёвском сельском поселении Тихвинского района Ленинградской области.

## История
Деревня Маркова упоминается на карте Новгородского наместничества 1792 года А. М. Вильбрехта.
Как деревня Маркова, состоящая из 31 крестьянского двора, она обозначена на «Специальной карте западной части России» Ф. Ф. Шуберта 1844 года.

МАРКОВО — деревня Марковского общества, прихода Липенского погоста. Река Сясь.

Крестьянских дворов — 69. Строений — 127, в том числе жилых — 71. Кузница.

Число жителей по семейным спискам 1879 г.: 189 м. п., 188 ж. п.; по приходским сведениям 1879 г.: 162 м. п., 163 ж. п.

В конце XIX — начале XX века деревня относилась к Костринской волости 3-го земского участка 1-го стана Тихвинского уезда Новгородской губернии.

МАРКОВО — деревня Марковского общества, дворов — 80, жилых домов — 75, число жителей: 223 м. п., 232 ж. п. 

Занятия жителей — земледелие, лесные промыслы. Река Сясь. Часовня, 2 мелочные лавки. (1910 год)

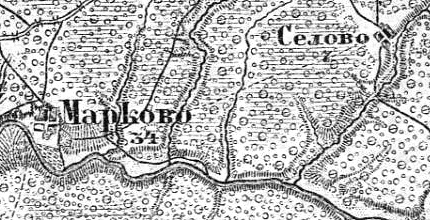
Деревня Марково на карте 1913 года

Согласно карте Петроградской и Новгородской губерний 1913 года деревня Марково насчитывала 34 двора.
С 1917 по 1918 год деревня Марково входила в состав Костринской волости Тихвинского уезда Новгородской губернии. 
С 1918 года в составе Ольховской волости Череповецкой губернии.
С 1924 года в составе Пригородной волости.
С 1927 года в составе Липногорского сельсовета Тихвинского района.
В 1928 году население деревни Марково составляло 442 человека.
Согласно карте Ленинградской области Северо-западного аэрогеодезического треста ГГУ издания 1932 года деревня насчитывала 48 крестьянских дворов. В деревне находилась часовня, к востоку от деревни — две мукомольные водяные мельницы.
По данным 1933 года деревня Марково входила в состав Липногорского сельсовета<.
С 1954 года в составе Кулатинского сельсовета.
В 1958 году население деревни Марково составляло 65 человек.
С 1964 года вновь в составе Липногорского сельсовета.
По данным 1966, 1973 и 1990 годов деревня Марково также входила в состав Липногорского сельсовета.
В 1997 году в деревне Марково Липногорской волости проживали 14 человек, в 2002 году — 17 (все русские).
В 2007 году в деревне Марково Цвылёвского СП проживали 10 человек, в 2010 году — 12.

## География
Деревня расположена в юго-западной части района на автодороге 41К-913 (подъезд к дер. Марково) к югу от автодороги 41А-009 (Лодейное Поле — Тихвин — Будогощь — Чудово).
Расстояние до административного центра поселения — 11 км.
Расстояние до ближайшей железнодорожной станции Цвылёво — 10 км.
Деревня находится на правом берегу реки Сясь.

## Демография
| 1879 | 1910 | 1928 | 1958 | 1997 | 2002 | 2007 |
| ---- | ---- | ---- | ---- | ---- | ---- | ---- |
| 377  | ↗455 | ↘442 | ↘65  | ↘14  | ↗17  | ↘10  |
| 2010 | 2017 |      |      |      |      |      |
| ↗12  | ↘11  |      |      |      |      |      |

### Национальный состав
Согласно данным Всероссийской переписи населения 2021 года в деревне проживали 10 человек, все русские.

## Улицы
Дачная, Лесная, Солнечная.